# Градинарово
Градина́рово (болг. Градинарово) — село у Варненській області Болгарії. Входить до складу общини Провадія.

## Населення
За даними перепису населення 2011 року у селі проживали 807 осіб.
Національний склад населення села:
| Національність   | Кількість осіб | Відсоток |
| ---------------- | -------------- | -------- |
| цигани           | 635            | 79,4%    |
| болгари          | 139            | 17,4%    |
| турки            | 22             | 2,8%     |
| Всього відповіли | 800            |          |

Розподіл населення за віком у 2011 році:
Динаміка населення: